# Jonathan Sánchez
Jonathan Sánchez (né le 19 novembre 1982 à Mayagüez, Porto Rico) est un lanceur gaucher de baseball qui évolue dans les Ligues majeures de 2006 à 2013.
En 2009, Sánchez lance un match sans point ni coup sûr pour les Giants de San Francisco. Il est un champion de la Série mondiale 2010 avec les Giants.

## Biographie

### Giants de San Francisco
Étudiant à la Ohio Dominican University à Columbus (Ohio), Jonathan Sánchez est drafté le 7 juin 2004 par les Giants de San Francisco.
Il débute en Ligue majeure le 26 mai 2006 et remporte sa première victoire au plus haut niveau le 4 juin suivant sur les Mets de New York alors qu'il vient lancer en relève. Il est surtout lanceur de relève à ses deux premières années pour San Francisco. Il gagne trois parties contre une défaite en 2006 avec 4 départs et 23 présences en relève. En 2007, il lance dans 33 parties, dont quatre comme partant. Sa moyenne de points mérités est élevée (5,88) avec une seule victoire et cinq revers.
Sanchez intègre la rotation de lanceurs partants des Giants en 2008. Le gaucher mérite 9 victoires contre 12 défaites en 29 départs, avec 157 retraits sur des prises mais une moyenne de points mérités de 5,01 en 158 manches lancées.

#### Saison 2009
Sélectionné en équipe de Porto Rico, il participe à la Classique mondiale de baseball 2009. Il joue deux matches comme lanceur partant pour une victoire.
Le 10 juillet 2009, Jonathan Sanchez lance un match sans point ni coup sûr, le premier depuis 1976 par un lanceur des Giants. Ces derniers l'ont emporté 8-0 sur les Padres de San Diego, au AT&T Park de San Francisco. Sanchez affronte 28 frappeurs, un de plus que le minimum, et ne perd un match parfait qu'en 8e manche à la suite d'une erreur du joueur de troisième but Juan Uribe. Le lanceur réussissait du même coup son premier match complet et son premier blanchissage en carrière.
En 32 parties, dont 29 comme partant, en 2009, Sanchez gagne 8 parties contre 12 défaites mais abaisse sa moyenne de points mérités à 4,24 en 163 manches et un tiers au monticule. Il réussit 177 retraits sur des prises durant la saison.

#### Saison 2010
En janvier 2010, les Giants et Sanchez évitent l'arbitrage salarial. Le lanceur obtient un salaire de 2,1 millions de dollars pour la saison 2010, ce qui constitue une augmentation notable par rapport à son salaire de 455 000 de la saison précédente. Il remporte un sommet en carrière de 13 victoires, contre 9 défaites, pour les Giants en 2010. Il maintient une bonne moyenne de points mérités de 3,07 en 193 manches et un tiers au monticule, même s'il mène les lanceurs du baseball majeur pour les buts-sur-balles accordés (96) et pour le nombre de coups sûrs (6,6) accordés par 9 manches lancées. Il est 8e des lanceurs de la Ligue nationale avec un record personnel de 205 retraits sur des prises. 

##### Séries éliminatoires
Il fait ses débuts en séries éliminatoires le 10 octobre dans le troisième match de la Série de division entre les Giants et les Braves d'Atlanta. Il livre une superbe performance, n'accordant que deux coups sûrs et un point mérité et enregistrant 11 retraits sur des prises en 7 manches et un tiers lancées. C'est le deuxième plus grand nombre de retraits au bâton par un lanceur des Giants en éliminatoires, après le record de 14 établi trois jours plus tôt par son coéquipier Tim Lincecum contre les Braves. San Francisco l'emporte après sa sortie de la rencontre et Sanchez n'est pas impliqué dans la décision. 
Le reste des éliminatoires est moins brillant : après une défaite contre les Phillies de Philadelphie dans le second match de la Série de championnat de la Ligue nationale, il est retiré du sixième match en troisième manche, éprouvant des problèmes de contrôle, mais la relève garde les Giants dans le match et San Francisco élimine ses adversaires. Il remporte la Série mondiale 2010 avec ses coéquipiers mais est le lanceur perdant de la seule défaite des Giants en grande finale, dans le troisième affrontement face aux Rangers du Texas.

#### Saison 2011
Déjà connu pour livrer des performances inconstantes, Sanchez déçoit en 2011 avec 4 victoires, 7 défaites et une moyenne de points mérités de 4,26 en 19 départs. Une blessure à la cheville met prématurément fin à sa saison, et à sa carrière chez les Giants.

### Royals de Kansas City
Le 7 novembre 2011, les Giants échangent Sánchez et le lanceur gaucher des ligues mineures Ryan Verdugo aux Royals de Kansas City en retour du voltigeur Melky Cabrera.
Le bref passage de Sánchez chez les Royals est extrêmement difficile : Kansas City renonce au lanceur après 12 départs de celui-ci. Le gaucher a alors une moyenne de points mérités de 7,76 en 53 manches et un tiers lancées, avec une seule victoire contre six défaites et 44 buts-sur-balles accordés contre à peine 36 retraits sur des prises.

### Rockies du Colorado
Le 20 juillet 2012, les Royals de Kansas City échangent Jonathan Sánchez aux Rockies du Colorado contre le lanceur droitier Jeremy Guthrie. Il perd ses trois départs avec les Rockies, accordant 13 points, dont 12 mérités sur 17 coups sûrs en 11 manches et un tiers, pour une moyenne de points mérités de 9,53.

### Pirates de Pittsburgh
Le 6 février 2013, Sanchez signe un contrat des ligues mineures avec les Pirates de Pittsburgh. Son passage à Pittsburgh est bref et peu glorieux : 18 points mérités accordés eur 25 coups sûrs, dont 7 circuits, et 8 buts-sur-balles alloués en seulement 13 manches et deux tiers lancées. Il amorce 4 parties et ajoute une présence en relève, ne gagne aucun match et subit 3 défaites avant de se voir montrer la porte dès le 8 mai. 
Il termine 2013 dans les ligues mineures avec les Isotopes d'Albuquerque, le club-école des Dodgers de Los Angeles, qui le mettent sous contrat par la suite mais ne le rappellent jamais au niveau majeur.
Le 19 décembre 2013, Sánchez signe un contrat des ligues mineures avec les Cubs de Chicago. Il ne revient pas dans les majeures et s'aligne avec un club-école des Cubs en 2014.